# دير المقازلة (الحديدة)
دير المقازله هي إحدى قرى مديرية المغلاف، التابعة لمحافظة الحديدة اليمنية، بلغ تعداد سكانها 3122 نسمة حسب الإحصاء الذي أجري عام 2004.